# Zsuzsa
A Zsuzsa női név a Zsuzsanna magyar rövidülése.

## Rokon nevek
Zsuzsanna, Zsuzsánna, Zsuzska

## Gyakorisága
Az 1990-es években ritka név, a 2000-es években nem szerepel a 100 leggyakoribb női név között.

## Névnapok
- február 19.[2]
- augusztus 11.[2]
- szeptember 20.[2]

## Híres Zsuzsák
„Zsuzsa” utónevű személyek szócikkeinek listája a Wikidata alapján